# Tschingis-Khan-Kult

Tschingis Khan

Der Tschingis-Khan-Kult (Tschinggis-Khan-Kult, Dschinggis-Khan-Kult, ᠴᠢᠩᠭᠢᠰ ᠬᠠᠭᠠᠨ ᠲᠠᠢᠯᠭᠠᠨ) ist ein schamanistisches polytheistisches religiöses System mit patriarchalisch organisierter Struktur. Der Kult ist bei dem „Schwarzen Banner mit den vier Beinen“ (činggis-ün dörben költü qar-a tuγ), dem „Grossen Weißen Banner mit den neun Beinen“ (činggis boγda-yin yisün költü sakiγolsun yeke čaγan sülde), den „Acht Weißen Heiligen Jurten des Heiligen Tschingis Khan“ (činggis-ün naiman čaγan čomčoγ ordun) verbreitet und umfasst auch den Familienkult (γarli takilγ-a), einen prä-buddhistischen Ahnenkult, der in früher Zeit Hofkult der Mongolen war.

## Hintergrund
Die Opferzeremonie geht zurück auf das religiöse, ideologische, ökonomische, gesellschaftliche und politische System des Großreiches der Blauen Mongolen (köke mongol ulus), das 1206 gegründet worden ist. Der Kult ist repräsentativ für die religiösen Vorstellungen und die nationale Identität der Mongolen und spiegelt die Traditionen des mongolischen Lebensstils wider, die mit dem modernen Alltag verschmolzen sind. Das schamanistische System ist polytheistisch und postuliert eine patriarchalische Struktur. Das höchste Wesen innerhalb dieser Struktur ist der ewige Blaue Himmel (köke möngke tngri). Alle weiteren höchsten Wesen, d. h. die spezifischen Gottheiten, sind diesem Himmel untergeordnet. Personifiziert wird er in der Figur des „Vater-Himmels“ (ečiggee tngri). Daneben existiert die „Erde-Mutter“ (etügen eke). Tschingis Khan gilt als der Sohn des ewigen Hohen Himmels. In der Geheimen Geschichte der Mongolen heißt es: „Der Urahn Cinggis Han’s war ein vom hohen Himmel erzeugter schicksalerkorener grauer Wolf.“